# Aqchin Alizade
Pour les articles homonymes, voir Alizade.
Aqchin Alizade (en azéri : Aqşin Əliqulu oğlu Əlizadə), né le 22 mai 1937 à Bakou et mort le 3 mai 2014 à Bakou, était un compositeur azerbaïdjanais, artiste du peuple de la RSS d'Azerbaïdjan (1987), professeur (1990), et lauréat du prix d'État de la RSS d'Azerbaïdjan.

## Biographie

### Éducation
Aqchin Aligulu Oghlu Alizade est diplômé du conservatoire de Bakou, classe de composition de Djovdat Hadjiyev (1962). La sonate qu'il écrit en tant qu'étudiant reçoit le premier diplôme au premier concours des jeunes compositeurs de toute l'Union  (1962).

### Carrière musicale
Sa première symphonie reçoit le premier diplôme au Festival du printemps de Transcaucasie.
Express est une expérience intéressante pour les techniques aléatoires et sonores pour des instruments à seize cordes. Bayatilar est une expérience unique dans la musique azerbaïdjanaise, plus monodique.
Les traits communs du travail d'Agchin Alizadeh sont l'ethnographie virtuose, la généralisation philosophique profonde, l'ampleur émotionnelle, la constructivité, le décor oriental coloré et la proportion de forme sérieuse. Ses œuvres principales sont les ballets Babek,  Voyage dans le Caucase, Valse de l'espoir, les cinq symphonies, Bayatilar pour chœur, la cantate Azéris, Ana torpaq, Berceuse ancienne, Pastoral pour orchestre de chambre, Ashygsayaghy, Djangui, Suite de village, Suite pour les enfants, sonate pour piano, Dastan, Jeux ancients, Portrait, symphonie chorégraphique, etc. Il écrit la musique de plus de cinquante longs métrages, dessins animés et spectacles. 

## Récompenses
- Prix du Komsomol de la RSS d'Azerbaïdjan, 1967 (pour la 2e symphonie) ;
- Prix d'État de la RSS d'Azerbaïdjan, 1978 ;
- Titre honorifique ouvrier d'art honoré de la RSS d'Azerbaïdjan, 13 juillet 1982 ;
- Titre honorifique d'artiste du peuple de la république d'Azerbaïdjan, 30 janvier 1987 ;
- Ordre de la Gloire, 22 mai 1997 ;
- Ordre de l'Honneur, 21 mai 2012.